# زریر
زَریر از نام‌ها ایرانی و به معنی زرّین‌جوشن است.
این نام در اوستا به صورت زَیری‌وَیری (Zairivairi) آمده است و در زبان‌های غربی به شکل Zariadres و Zarēr ثبت شده‌است.
افرادی که این نام را داشتند:
- زریر پسر لهراسپ و برادر گشتاسب که موضوع کتاب پارسی میانه یادگار زریران نیز هست.
- زریر از والیان هخامنشی در پادشاهی سوفنه ارمنستان.